# Чебоксары (аэропорт)
Аэропорт Чебоксары имени А. Г. Николаева (чув. Андриан Николаев ячӗллӗ Шупашкар аэропорчӗ; ИАТА: CSY, ИКАО: UWKS) — международный аэропорт федерального значения в городе Чебоксары, столице Чувашской Республики. Являлся хабом бывшей авикомпании «Авиалинии Чувашии». Находится в 7 километрах к юго-востоку от центра города, в посёлке Синьялы в Чебоксарском районе Чувашской Республики. На сегодняшний день базовым оператором аэропорта является ООО «Международный аэропорт Чебоксары» группы компаний «Аэрофьюэлз». 31 мая 2019 года воздушной гавани Чебоксар присвоено имя Андрияна Николаева.
По итогам 2022 года годовой пассажиропоток аэропорта составил 450 860 человек. Это на 2 % меньше (9 401 чел.), чем за предыдущий год, когда цифра годового пассажиропотока составила 460 261 человек.

## История

### Первые годы
Впервые гражданские ВС появились в небе над Чувашией в 1928 году: проводились экспериментальные работы по уничтожению химикатами дубовой листовертки под руководством инженера МСХА Я. М. Михайлова-Сенкевича. В Мариинско — Посадском районе было опылено 1559 гектаров леса. Эффективность составила 90 % гибели вредителя.
Первые транспортные полеты по маршруту Нижний Новгород — Чебоксары — Нижний Новгород были организованы в 1934 году. Рейсы выполнялись экипажами Нижегородского авиационного отряда спецприменения и местных воздушных линий.
Во время Великой Отечественной войны аэропорт г. Чебоксары работал с большим напряжением, осуществляя прием-выпуск самолетов со срочными грузами, обеспечивая учебные полеты военных летных училищ и школ. Проводились авиахимработы по повышению урожайности сельскохозяйственных культур. Своих летных подразделений и самолетов в тот период у аэропорта не было.

### С 1945 по середину 1990-х годов
На базе 3-х самолетов По-2, прилетевших из города Горького, в 1947 году было создано авиазвено.
В 1949 году начата обработка колхозных полей с воздуха минеральными удобрениями. С 1953 года начали открываться приписные аэропорты местных воздушных линий, где выполнялись полеты на самолетах по перевозке пассажиров. К 1979 году таких аэропортов стало 28, они существовали в населенных пунктах Алатырь, Шумерля, Вурнары и прочих.
В 1954 году техническая база аэропорта г. Чебоксары была пополнена дополнительными самолетами Як-12. В 1958 году аэропорт перебазировался на новое место в районе деревни Синьялы (место нынешней дислокации). В 1961 году была открыта новая пассажирская трасса на самолете Ил-14 : Казань — Чебоксары — Москва — Чебоксары — Казань.
В 1969 году Чебоксарское авиапредприятие начало эксплуатировать самолеты Ан-24. Были открыты новые авиарейсы в города Европейской части России, Украины, Кавказа и Урала. В 1973 году была построена взлетно-посадочная полоса на 2500 метров. С конца 1970-х гг. начато освоение самолетов Ту-134, выполнялись рейсы Чебоксары — Москва — Чебоксары. С этого же времени начался бурный рост объема перевозок пассажиров, почты, груза. Были открыты рейсы на самолетах Ту-134 в туристические и промышленные центры СССР (Ленинград, Сочи, Киев и т. д.).
В 1995 году, уже после распада СССР, Чебоксарскому аэропорту присвоен статус «международный», были открыты рейсы в Турцию, Болгарию, Кипр и др.

### В XXI веке
В 2003 году Федеральное государственное унитарное предприятие «Чебоксарское авиапредприятие» переименовано в ОАО «Авиалинии Чувашии». 14 июля 2010 года Кабинетом Министров Чувашской Республики принято решение создать казённое предприятие Чувашской Республики «Аэропорт Чебоксары».

### Реконструкция аэропорта
В 2021-2024 г. здание аэровокзала было реконструировано. На обновлённом фасаде здания изображён космонавт Андриян Николаев, в честь которого назван аэропорт.

Площадь аэровокзального комплекса увеличится более чем в 2,5 раза — до 5,5 тысяч квадратных метров, а пропускная способность будет повышена до 300 пассажиров в час, годовой пассажиропоток увеличится примерно на 30 % — до 500 тысяч человек.— Глава Чувашии Олег Николаев

## Статистика

### Принимаемые классыВСиКЧПполосы
Самолёты с ограничением по массе и вертолёты всех классов. Классификационное число ВПП (PCN) 58/F/D/X/T.

### Показатели деятельности
| Пассажиропоток: | Пассажиропоток: | Пассажиропоток: | Пассажиропоток: | Пассажиропоток: | Пассажиропоток: | Пассажиропоток: | Пассажиропоток: | Пассажиропоток: | Пассажиропоток: | Пассажиропоток: | Пассажиропоток: | Пассажиропоток: | Пассажиропоток: | Пассажиропоток: | Пассажиропоток: | Пассажиропоток: | Пассажиропоток: | Пассажиропоток: | Пассажиропоток: |
| --------------- | --------------- | --------------- | --------------- | --------------- | --------------- | --------------- | --------------- | --------------- | --------------- | --------------- | --------------- | --------------- | --------------- | --------------- | --------------- | --------------- | --------------- | --------------- | --------------- |
| год             | 2014            | 2015            | 2016            | 2017            | 2018            | 2019            | 2020            | 2021            | 2022            | 2023            |                 |                 |                 |                 |                 |                 |                 |                 |                 |
| тыс. пассажиров | 58,42           | 90,46           | 164,9           | 251,8           | 270             | 394,6           | 283,9           | 460,3           | 450,9           | 508,4           |                 |                 |                 |                 |                 |                 |                 |                 |                 |
| Источники:      |                 |                 |                 |                 |                 |                 |                 |                 |                 |                 |                 |                 |                 |                 |                 |                 |                 |                 |                 |

| год         | 2011  | 2012            | 2013            | 2014  | 2015            | 2016  | 2017  | 2018  | 2019 | 2020  |
| млн. рублей | 1,937 | -1,951 (убыток) | -1,041 (убыток) | 0,004 | -0,003 (убыток) | 3,009 | 3,009 | 2,259 | 5,68 | 7,623 |
| Источник:   |       |                 |                 |       |                 |       |       |       |      |       |

## Перевозчики и пункты назначения
Авиакомпания «Победа» из года в год обеспечивает более 90 % пассажиропотока аэропорта, выполняя рейсы в Москву, Санкт-Петербург и Сочи.
Круглогодично авиакомпания «Северный Ветер» выполняет рейсы в Сочи.
С 3 апреля 2024 года авиакомпания «ЮВТ АЭРО» выполняет рейсы из Нижневартовска.
C 1 июня 2024 года авиакомпания «Азимут» выполняет рейс Минеральные Воды - Чебоксары - Сургут.
С 14 июня 2024 года авиакомпания «Аэрофлот» открывает регулярные рейсы из Москвы (Шереметьево).

## Транспортная доступность
Из центра города до аэропорта можно добраться маршрутами городского общественного транспорта: троллейбусы № 2 ,15, автобус № 15.

## Ближайшие аэропорты в других городах
- Йошкар-Ола (76 км)
- Казань (132 км)
- Ульяновск (Баратаевка) (210 км)
- Нижний Новгород (Стригино) (221 км)
- Саранск (257 км)

## Происшествия
- 10 ноября 2016 года — примерно в 22:25 по МСК самолёт Boeing-737 авиакомпании Победа выкатился за пределы взлётно-посадочной полосы из-за её обледенения[26][27].
- 25 июля 2018 года — самолёт Diamond DA42 Ульяновского института совершил внештатную посадку в аэропорту Чебоксар в связи с проблемами со стойкой шасси и стал препятствием на ВПП, вследствие чего другие рейсы в Чебоксары были задержаны[28][29].
- 20 декабря 2021 года — утром в районе 8:00 была проведена эвакуация человек из аэропорта Чебоксар из-за сообщения о минировании[30].